# ビジェンデル・シン
ビジェンデル・シン（Vijender Singh、1985年10月29日 - ）は、インドの男子プロボクサー。アマチュア時代には2008年北京オリンピック及び2009年世界選手権のいずれもミドル級で銅メダル獲得。2015年にプロ転向。

## アマチュア時代
2004年アテネオリンピックにウェルター級で出場するが、初戦でトルコの選手に敗れる。2006年コモンウェルスゲームズで銅メダル獲得。
その後ミドル級に転級し、2006年ドーハアジア大会で銅メダル獲得。背中の負傷による欠場はあったものの、2008年北京オリンピック出場権は獲得した。
北京オリンピックでは、1回戦でガンビアのバドゥ・ジャックを破ると、2回戦ではタイのAngkhan Chomphuphuangを破り準々決勝進出。準々決勝でもエクアドルのカルロス・ゴンゴラを破り、インド初のオリンピックボクシングメダル獲得が確定した。準決勝はキューバのエミリオ・コレアに敗れ銅メダル。
2009年世界選手権にも出場。準決勝まで進むもウズベキスタンのアッボス・アトエフに敗れ銅メダル獲得。
2010年広州アジア大会では決勝まで進み、アトエフと再戦を勝利し金メダル獲得。
2012年ロンドンオリンピックでは、1回戦でカザフスタンのダナベク・スジャノフに勝ち2回戦進出。2回戦でもアメリカのテレル・ガウシャを破った。しかし、準々決勝でアトフに敗れ2大会連続メダルならず。

## プロ時代
2015年にプロ転向。10月10日プロデビュー。TKOで勝利。
2016年7月16日、オーストラリアのケリー・ホープとWBOアジア太平洋スーパーミドル級王座決定戦に挑み、3-0判定でプロ初タイトル獲得。
2018年11月20日、トップランクと契約。

## 戦績
- アマチュア：
- プロ：12戦12勝8KO

## 獲得タイトル
プロ
- WBOアジア太平洋スーパーミドル級王座
- WBOオリエンタルスーパーミドル級王座